# Rhopalopterum carbonarium
Rhopalopterum carbonarium är en tvåvingeart som först beskrevs av Friedrich Hermann Loew 1869.  Rhopalopterum carbonarium ingår i släktet Rhopalopterum och familjen fritflugor. Inga underarter finns listade i Catalogue of Life.